# Simone Cantarini
Simone Cantarini či také Simone da Pesaro, zvaný il Pesarese (12. dubna 1612, Pesaro, Itálie – 15. října 1648, Verona, Itálie) byl italský malíř a rytec. Je známý především svými historickými malbami a portréty provedenými v originálním stylu, kterým spojoval aspekt boloňského klasicismu s odvážným naturalismem.
Cantarini byl také nadaným rytcem, ve svých grafikách dosáhl mimořádné jemnosti a živé a světelné kvality.

## Životopis

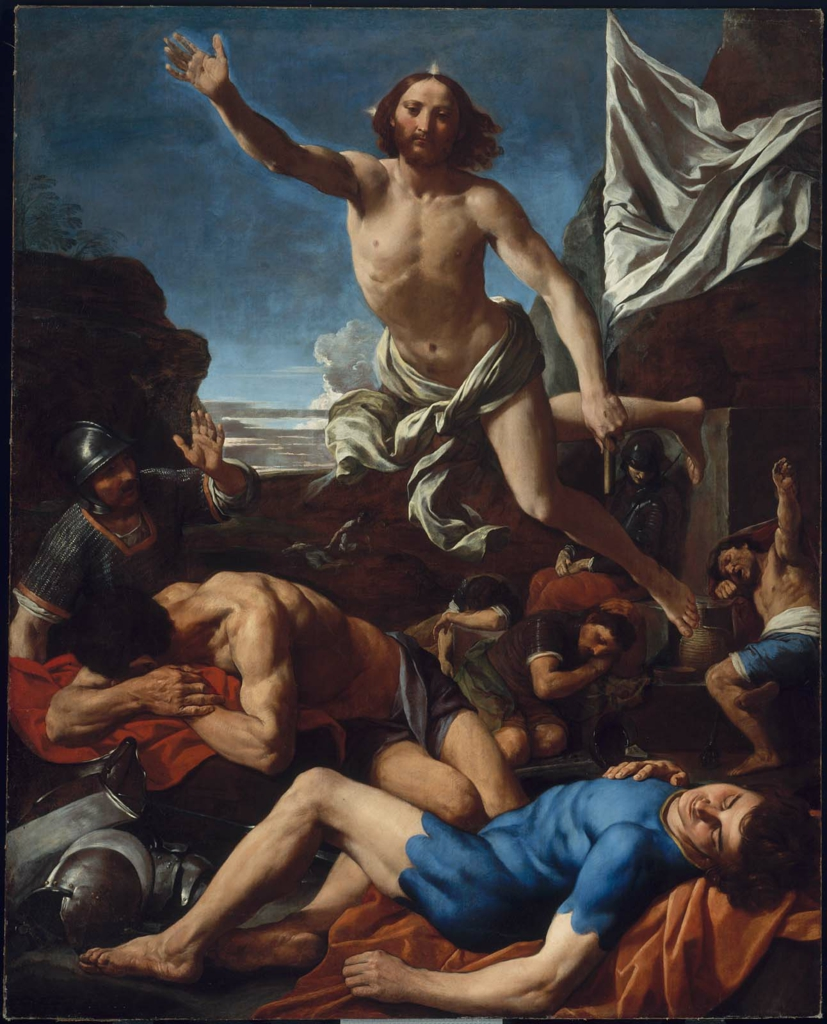
Vzkříšený Kristus

Cantarini se narodil v Pesaru, v městě ležícím v italském regionu Marche. Město bylo součástí papežského státu. Vládla zde rodina Della Rovere. Pokřtěn byl 21. srpna 1612. Jeho otec Girolamo byl prominentním obchodníkem a rodina byla dobře zajištěna.
Není přesně známo kde a u koho se Cantarini učil malířské technice. Je možné, že byl žákem Giovanniho Giacoma Pandolfiho. Pandolfi podporoval Cantariniho uměleckou kariéru a doprovázel mladého umělce na jeho cestě do Benátek. V Benátkách mohl Cantarini využít zkušeností benátského malíře pozdního manýrismu Santeho Perandy. Kresbě se učil od Francesca Mingucciho, spoluobčana Cantariniho z Pesara, který v Benátkách pobýval. Po návratu do Pesara získal Cantarini svou první zakázku, a to od augustiniánského řádu z města Fano. Mezi jeho první zakázky patřil obraz Svatá Rita z Cascie, nyní v kostele Sv. Augustina v Pesaru, a Neposkvrněné početí (The Immaculate Conception with Saints, (Pinacoteca Nazionale di Bologna).
Cantarini se pravděpodobně stal v Pesaru žákem Claudia Ridolfiho, není přesně známo kdy. Ridolfi ho učil malovat benátským stylem a doporučil mu studovat dílo Federica Barocciho, svého spolupracovníka z Urbina. V roce 1629 Ridolfi Pesaro opustil a Cantarini tak zůstal bez učitele. V dalším vzdělávání tak byl nucen pokračovat sám.
Vzhledem k tomu, že v začátcích neměl Cantarini žádného svého mistra, byl v podstatě samouk. Studoval styly jiných malířů vytvářením kopií či náčrtů jejich prací. Kopie obrazů Carracciho spolu s dílem Federica Barocciho měly důležitý vliv na mladého umělce. Čerpal inspiraci z caravaggiovského stylu Orazia Gentileschiho, který pracoval v oblasti Marche počátkem 16. století a Giovanniho Francesca Guerrieriho z nedalekého Fossombrone.

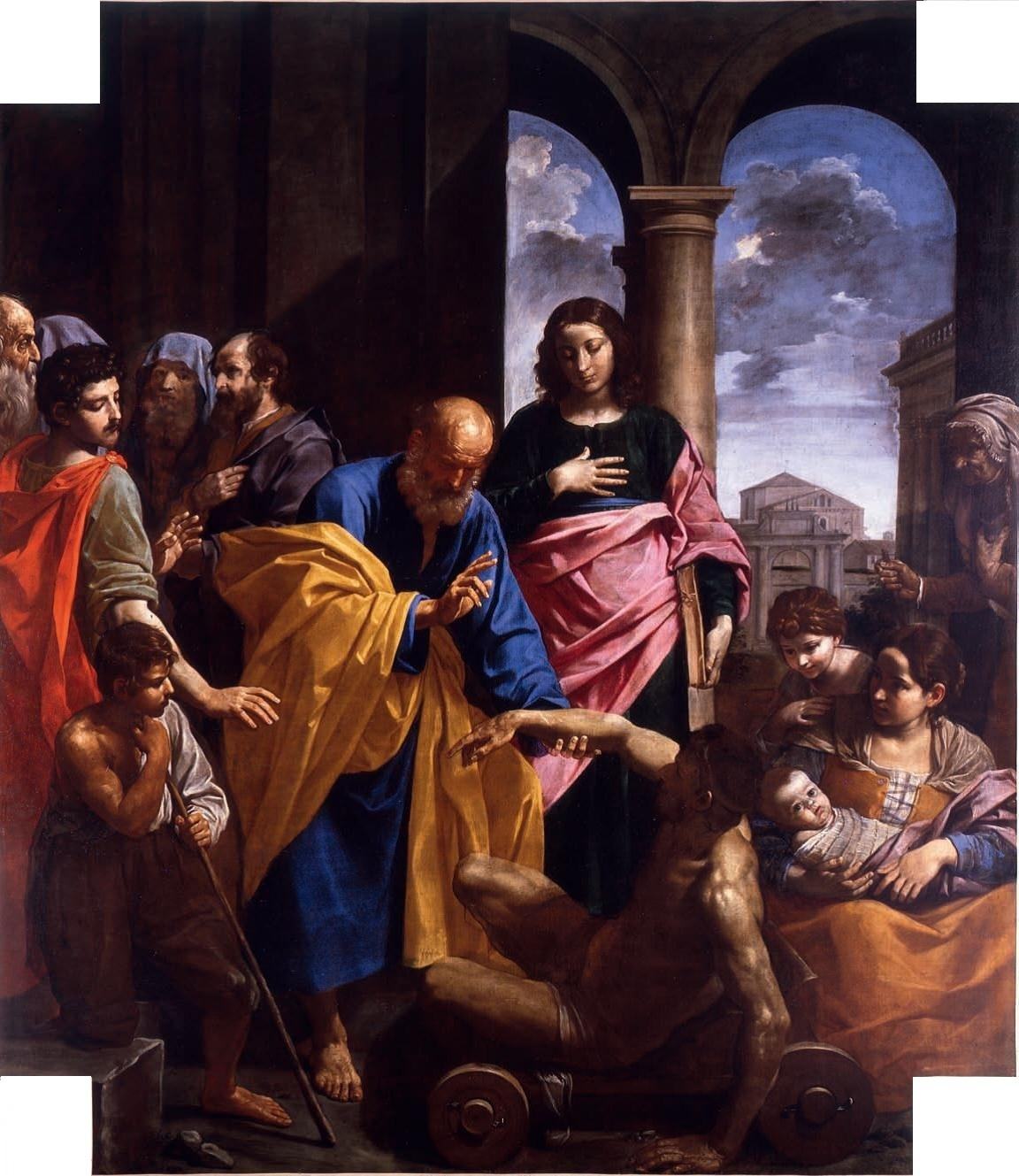
Svatý Petr uzdravuje chromého, Simone Cantarini

Guido Reni byl jedním z malířů, jejichž práce byla vystavena v různých kostelech v blízkosti Pesara a Reniho zralý styl měl na mladého Cantariniho významný vliv. Cantarini studoval zejména jeho obraz Madonna s dítětem, Sv. Tomášem a Sv. Jeronýmem, obraz, který v té době visel v katedrále v Pesaru a nyní je v majetku Vatikánského muzea, dále dílo Předávání klíčů Svatému Petrovi z roku 1626, nyní v pařížském Louvru a obraz Zvěstování (1620–21), který mohl Cantarini studovat v chrámu Svatého Petra v nedalekém Fanu.
Cantarini se stával oblíbeným malířem, jedno z jeho nejranějších mistrovských děl je obraz Svatý Petr uzdravuje chromého pro chrám Sv. Petra, Zde se ukazuje vliv Reniho na mladého umělce.
Pravděpodobně kolem roku 1634 se Cantarini přidal k umělcům v Reniho ateliéru. Ten se nacházel ve Via delle Pescherie poblíž náměstí Maggiore ve starém centru Bologny. Reniho studio bylo vedeno formou internátní školy. Reni zřejmě považoval Cantariniho za zkušeného umělce, protože mu bylo brzy umožněno žít v hlavním části domu, v prostoru vyhrazeném pro umělce, hodné stát se Reniho následovníky. Cantarini měl problémy s navazováním kontaktů s ostatními studenty a nechodil na některé lekce malby, například aktů, což ho dostávalo do konfliktu s učiteli. Na druhé straně se během svého pobytu v Reniho studiu Cantarini naučil technice leptu a stal se v této technice velmi zručným.

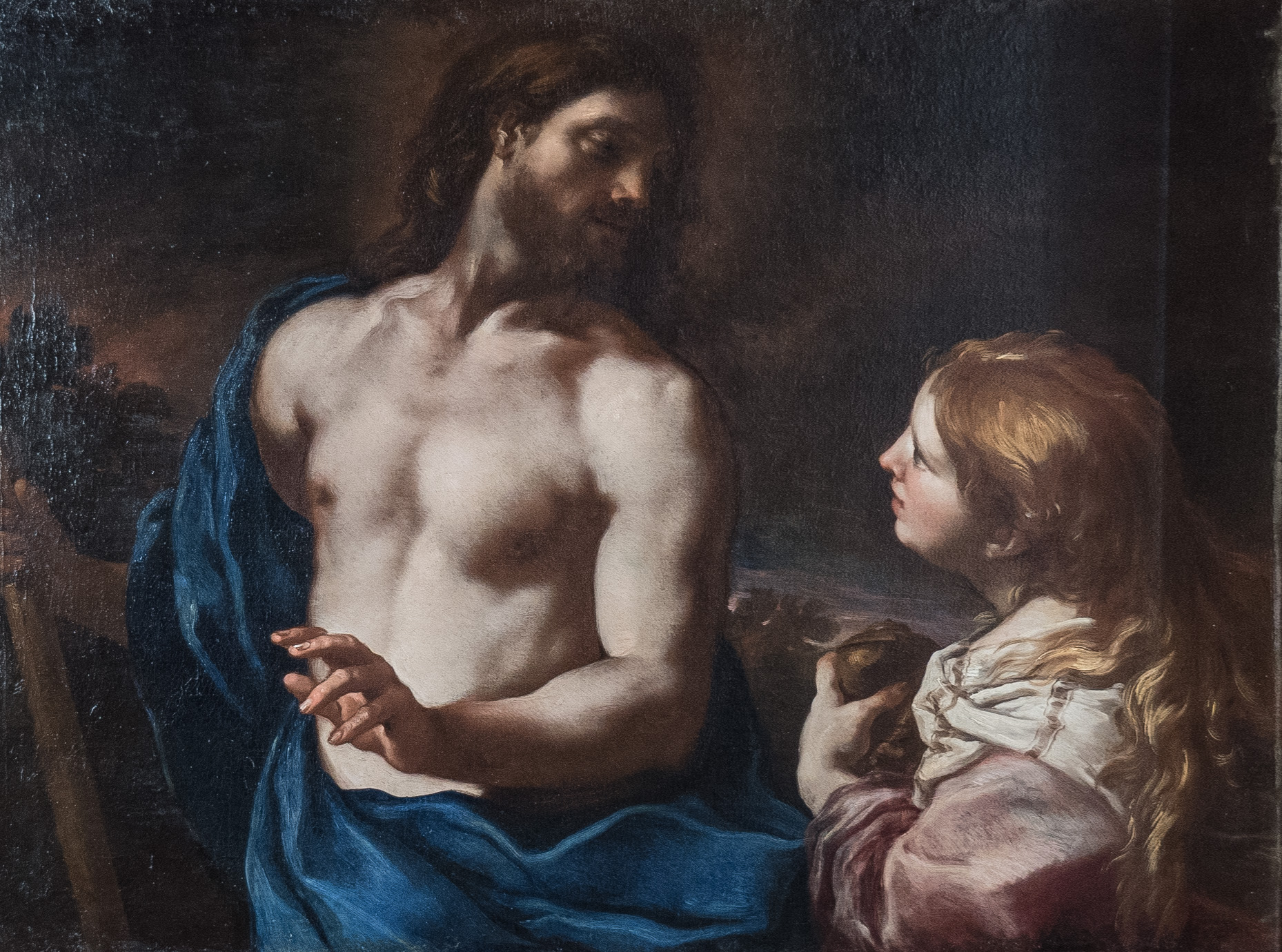
Nedotýkej se mně (Noli me tangere), malíř Daniel Seiter nebo Simone Cantarini

Současní životopisci popisují postupně se zhoršující vztah mezi Renim jako mistrem a Cantarinim jako žákem. Důvody nejsou zcela jasné, ale byly přičítány Cantariniho neochotě podrobit se disciplíně Reniho školy a také skutečnosti, že díla žáků byla prodávána s podpisem mistra, čímž se zvýšila jejich cena. Cantarini dále odmítal vytvářet rytiny prací Reniho. Tvrdil, že jeho práce je stejně tak hodná publikace jako Reniho. Je také možné, že na Cantariniho, který obdivoval dřívější mistrovská díla Reniho v kostelech poblíž jeho rodného města, už tolik nepůsobil pozdní Reniho styl, který stále více inklinoval k metafyzickým vizím naplněným nekrvavými scénami. Podle některých historiků se vztah vyostřil, když Reni kritizoval Cantariniho dílo před ostatními studenty, a jeho obraz strhl ze zdi. Po rozchodu s uznávaným umělcem nedostával Cantarini žádné zakázky a byl nucen opustit Bolognu.

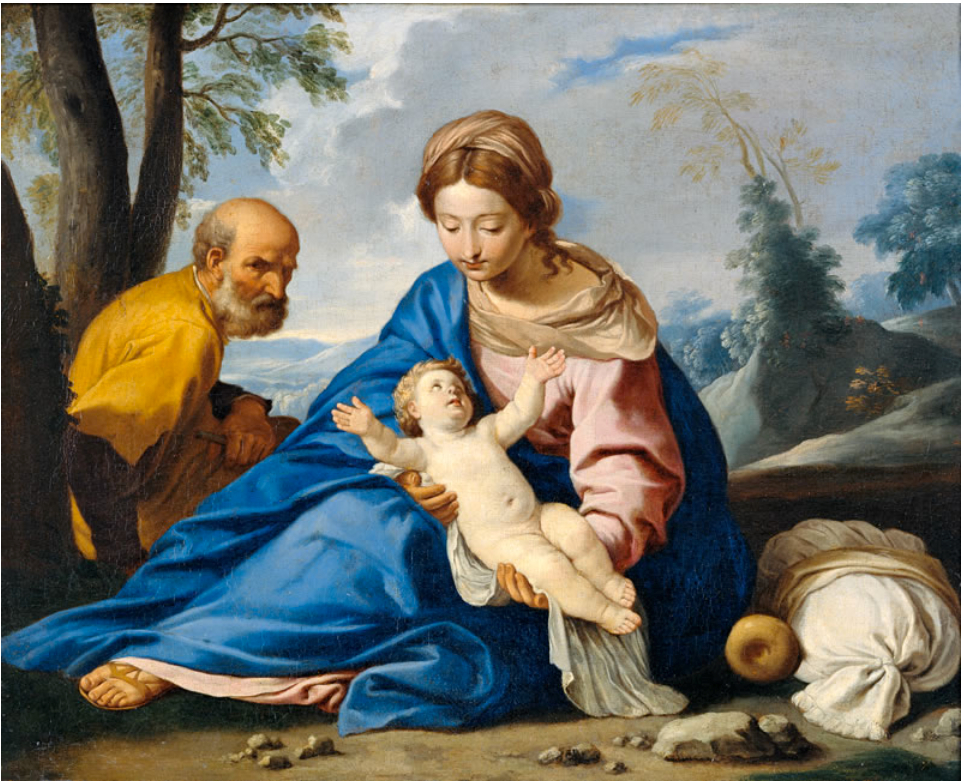
Odpočinek na útěku do Egypta

V rodném Pesaru je Cantarini zaznamenán v roce 1639. Je možné, že měl nemanželské dítě s místní ženou.
V roce 1640 nebo 1641 podnikl krátký výlet do Říma. Po Reniho smrti v roce 1642 se Cantarini do Bologny vrátil. Otevřel vlastní studio v Palazzo Zambeccari, kde učil místní umělce, jako jsou Lorenzo Pasinelli, Flaminio Torre, Giulio Cesare Milani, Giovanni Peruzzini, Giovanni Maria Luffoli a rytec Girolamo Rossi. Malíř Giovanni Battista Venanzi byl také velmi pravděpodobně jeho žákem.
V roce 1647 odcestoval Cantarini do Mantovy na pozvání Karla II. Gonzagy, vévody z Nevers. Vévoda si u něho objednal portrét. Dokončení díla se protahovalo a vévodovi došla trpělivost. Cantarini byl odvolán. Vážně onemocněl a přestěhoval se do Verony kde zemřel. Někteří historici píší, že Cantarini svým chováním a hlavně kritikou vévodovy sbírky způsobil skandál a existuje podezření, že byl otráven rozzlobeným rivalem.

## Dílo

### Obecně
Cantarini byl hlavně malířem protireformace, maloval obrazy s náboženskými tématy. Většina jeho kompozic, stejně tak jako kompozice Reniho, se věnuje náboženským tématům, převážně převzatým z Nového zákona. Zejména tvořil o scény se Svatou rodinu a Pannou Marií, ať už jako portrét se Svatým Josefem a dalšími svatými, nebo ve scénách, jako je Útěk do Egypta. Byl nadaným malířem portrétů, plodným rytcem a kreslířem. Jeho práce ukazuje vliv různých umělců, přičemž nejdůležitější je vliv Guida Reniho. Z toho, co se naučil od Reniho kombinováním prvků baroka s klasicistními tendencemi, dokázal vyvinout svůj vlastní osobní styl.
Jeho raná díla podle použití světla a barvy odhalují vliv benátské školy. Jeho předpokládaný mistr Claudio Ridolfi ho seznámil s dílem Federica Barocciho, což se odrazilo v jeho měkkém sfumatu v tvářích jeho panen a světců, v jejich idylické náladě a něžném soucitu. Jeho raná díla dále ukazují studium děl Raphaela a raného díla Correggia. Inspiraci čerpal i v caravaggickém stylu Orazia Gentileschiho a dalšího carravaggisty Giovanniho Francesca Guerrieriho, od kterého převzal silný naturalismus.
Na počátku 30. let 16. století se stále více věnoval dílu Guida Reniho, jehož obrazy byly umístěny v chrámech v Pesaru a okolí. Kopíroval jeho práci nebo vytvářel náčrtky. Rané dílo odrážející vliv Reniho je obraz Svatý Petr uzdravuje chromého, (kostel San Pietro in Valle, Fano) z doby kolem roku 1634. Dalšími díly z tohoto raného období jsou Svatý Tomáš z Villanovy (Pinacoteca Civica, Fano) a Panna s pásem. Během pobytu v Reniho ateliéru se vliv Reniho na jeho styl posílil. Po rozchodu s Renim se Cantariniho práce rozvinula směrem k osobnějšímu stylu. Opustil akademický klasicismus ve prospěch naturalismu svého mládí. Také vyvinul svobodnější a lyričtější styl.
V tomto období vytvořil Odpočinek na útěku do Egypta (Louvre, Paříž), obraz Zuzana a starci, (kolem roku 1640, Pinacoteca Nazionale di Bologna). Po své návštěvě Říma na počátku 40. let 16. století se přiblížil stylu Raphaela, aniž by však opustil naturalismus. Jeho Odpočinek na útěku do Egypta , (Pinacoteca di Brera, Milán) je založen na Raphaelově Naše paní z Loreta (Musée Condé, Chantilly). Další díla z tohoto období ukazují vliv benátského malířství a vývoj směrem k volnější rukopisu.

### Portréty

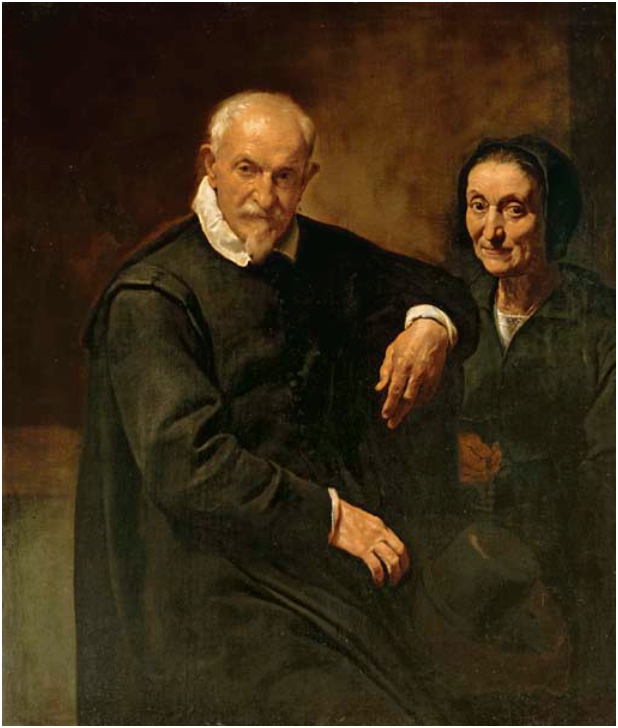
Portrét sedícího muže a dámy držící růženec

Již od počátku se Cantarini ukázal jako skvělý malíř portrétů. Jeden z jeho prvních portrétů je obraz Portrét jeptišky (1629, Galleria Pallavicini). Šlechtické rodiny z Pesara jako Albani, Olivieri, Gavardini, Mosca a Baldassini si u něj objednali portréty. V roce 1633 ztvárnil další významnou osobnost: Antonia Barberiniho, významného katolického kardinála, mecenáše umění a člena rodu Barberini. Dalším portrétem, který ukazuje umělcovy dovednosti jako portrétisty je Portrét sedícího muže a dámy držící růženec (Museo civico medievale v Bologni). Byl namalován zhruba ve stejné době jako portrét Antonia Barberiniho.
Jedním z jeho nejznámějších portrétů je Portrét Guida Reniho, který pochází pravděpodobně z doby rozkolu mezi Cantarinim a Renim. Portrét je ve formátu tondo. Kvůli úspěchu bylo vyrobeno mnoho kopií a existují různé verze, včetně větší o průměru 60 cm v soukromé sbírce v Pesaru a menší o průměru 36 cm (možná kopie) v Pinacoteca Nazionale di Bologna. Předpokládá se, že větší obraz je originál. Větší formát umožnil umělci prezentovat Reniho ve stylovém oblečení s jemnou krajkou na bílém límci a zlatým medailonem. Tahy štětce na větším portrétu jsou hladší, plynulejší a bohatší na měkké pasáže než na menším portrétu. Tvář Reniho tak získává větší živost a je naplněna výrazem vnitřní rovnováhy, spíše než impulzivním hněvem, jako na menší kopii v Bologni.

### Rytiny
Cantarini byl i plodný rytec. Je mu s jistotou přičítáno 37 rytin mytologických, náboženských a alegorických kompozic, všechny výjimečné kvality. Jeho rytiny byly za jeho života chváleny za mimořádnou jemnost a zářivou a světelnou kvalitu. Cantarini dokázal naplnit své rytiny novým duchem, pracoval s deskami jako s papírem. Dosáhl tak účinku moderního pohybu a atmosféry. Cantariniho dovednost jako designéra / kreslíře formovala jeho lepty, umožnila mu dosáhnout grafického zjednodušení a dosáhnout velké krásy a efektivity.
Je známo, že Cantarini při navrhování a vytváření svých tisků postupoval podle stanoveného postupu: začal obecným náčrtem kompozice perem nebo tužkou. Poté, co takto určil podrobnosti kompozice, vytvořil design v kameni i s detaily. Návrh byl poté replikován perem do konečné podoby pomocí mřížky a poté přenesen na měděnou desku a leptán.

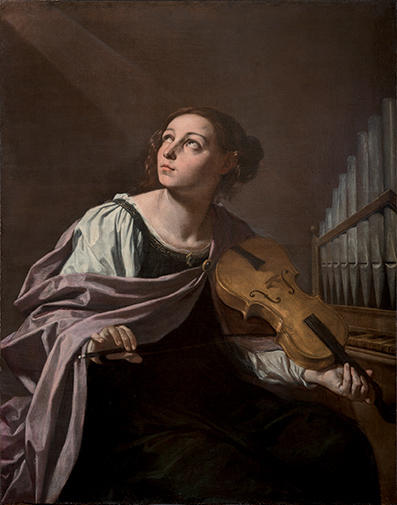
Svatá Cecílie
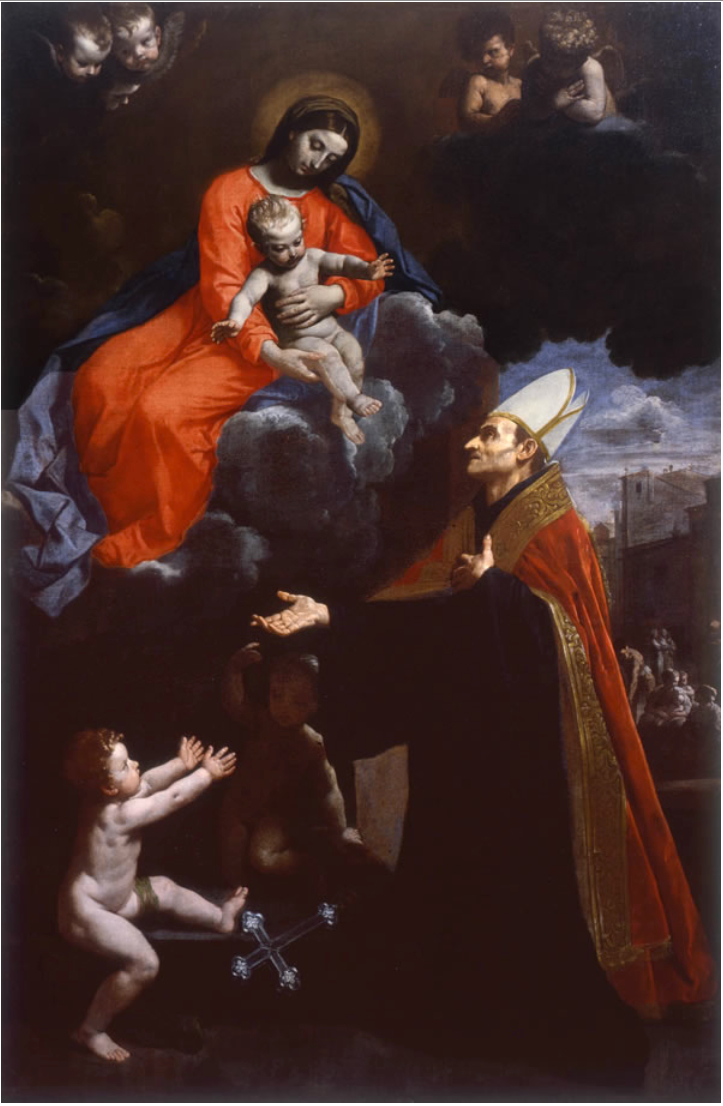
Svatý Tomáš z Villanovy
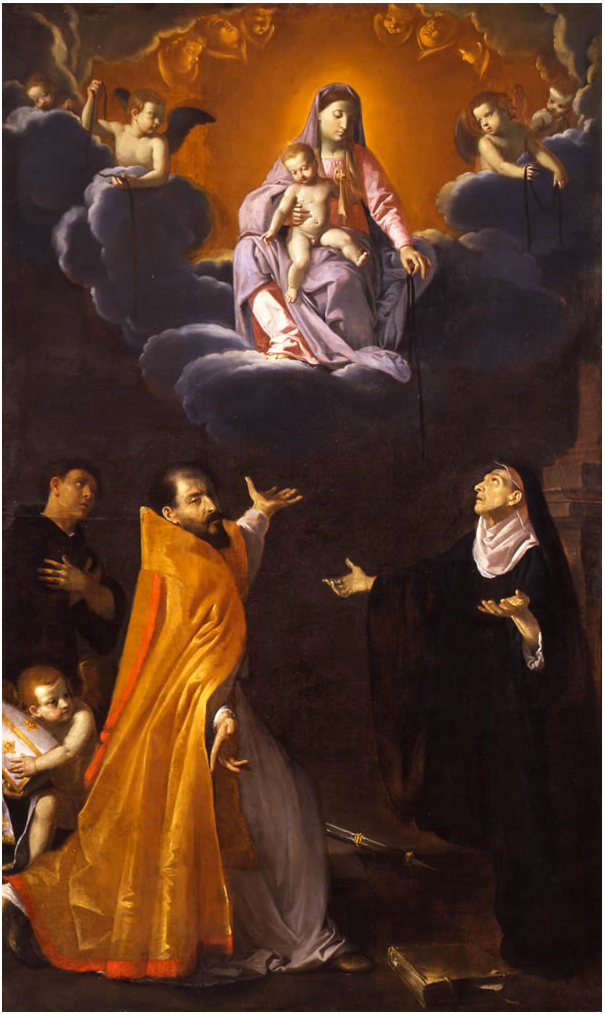
Panna s pásem.
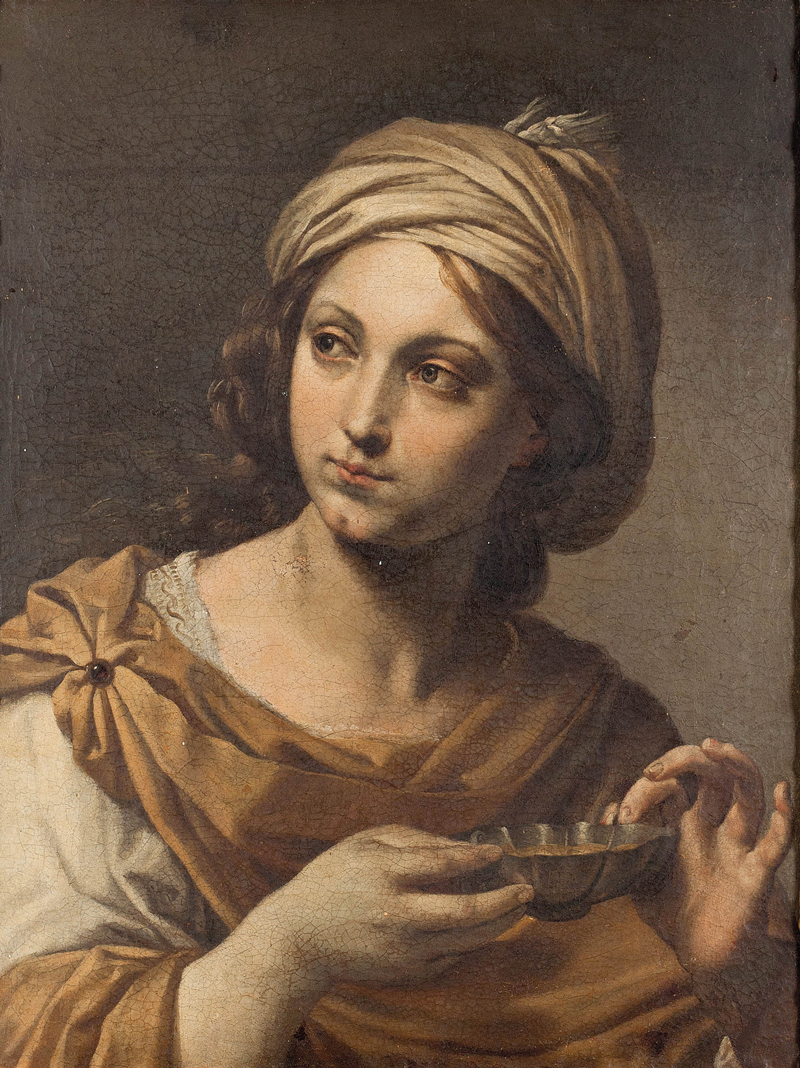
Sofonisba
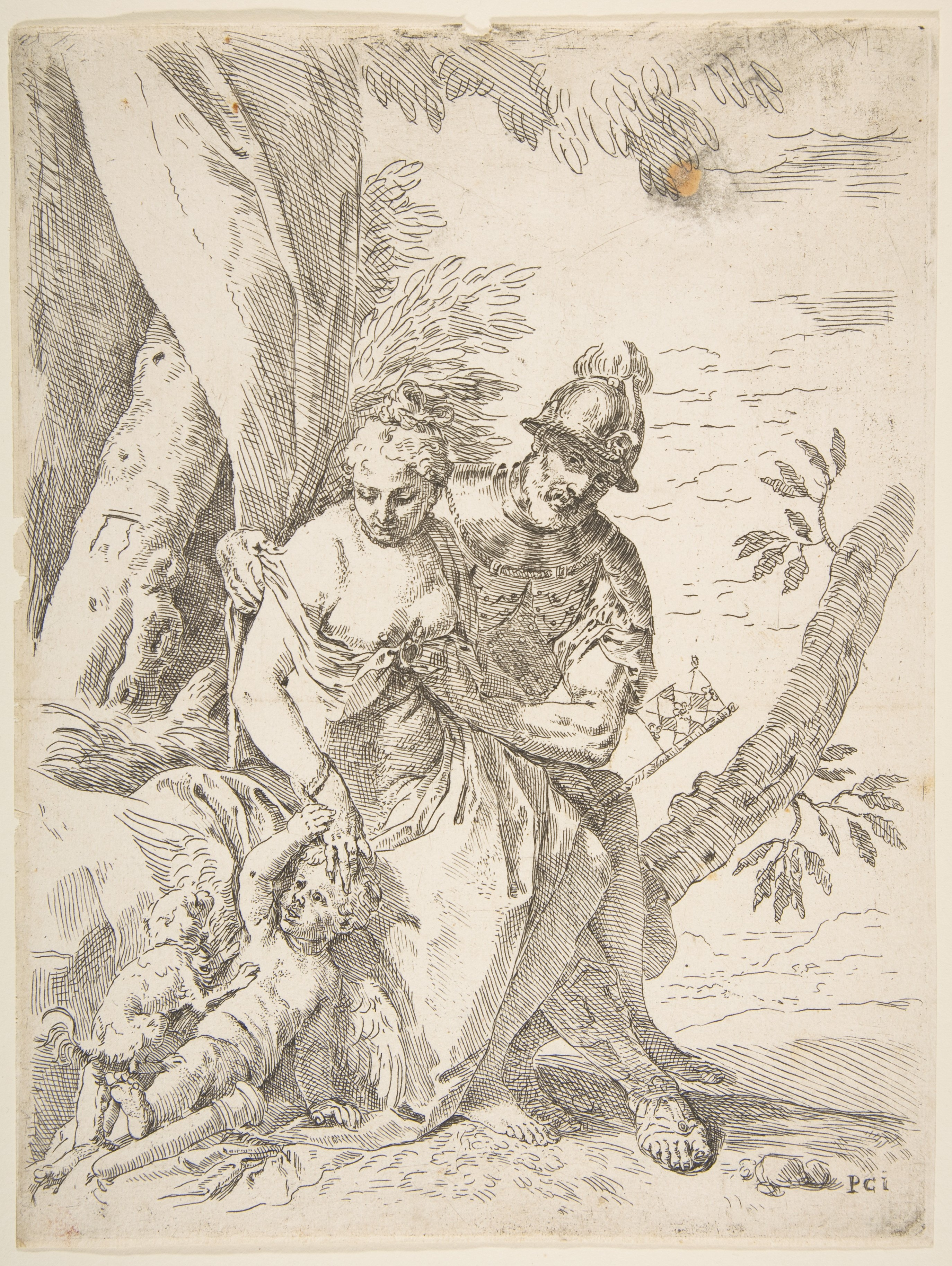
Mars, Venuše a Cupido
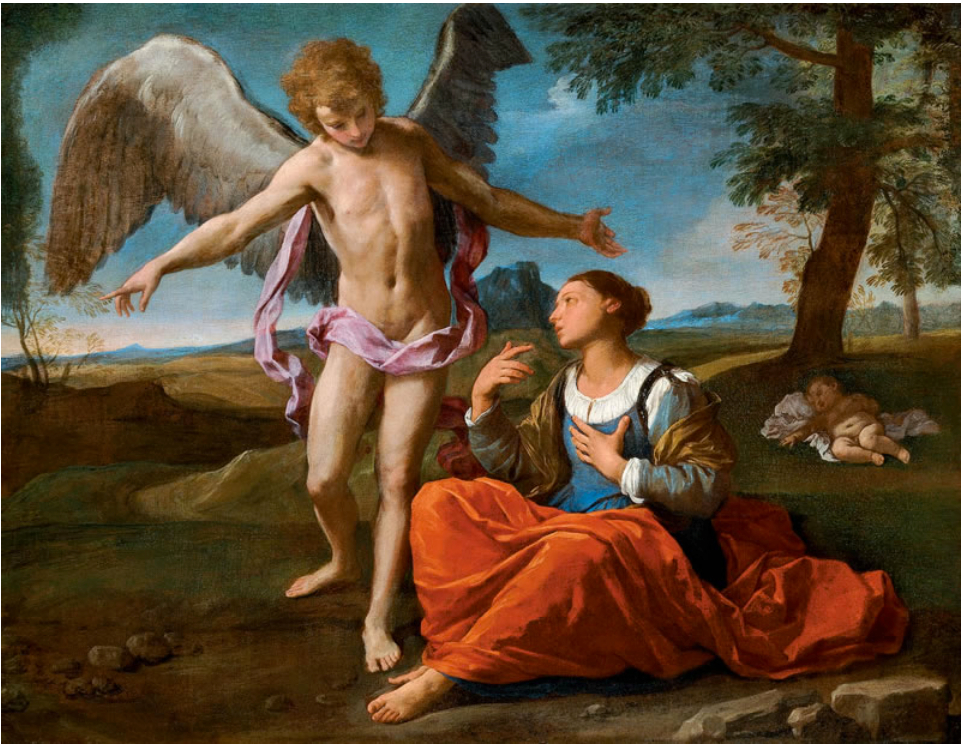
Archanděl Michael s Hagar a Izmaelem v poušti